# Ahkal Mo’ Nahb I
Ahkal Mo’ Nahb I znany też jako Chaacal lub Akul Anab I (ur. 5 lipca 465, zm. 29 listopada 524) – majański władca miasta Palenque i następca B'utz Aj Sak Chiika. Panował w latach 501–524. Jest jednym z lepiej udokumentowanych wczesnych władców Palenque.
Prawdopodobnie był młodszym bratem B’utz Aj Sak Chiika. Tron objął po jego śmierci 3 czerwca 501 roku, gdyż zmarły nie pozostawił następców. Z nieznanych przyczyn został kilkakrotnie wymieniony w tekstach Pakala Wielkiego, który rządził Palenque blisko sto lat później. Prawdopodobnie dlatego, iż uważał Ahkal Mo’ Nahba I za szczególną postać historyczną lub ważnego przodka.
Inskrypcje ze Świątyni XVII wspominają, że razem z B’utz Aj Sak Chiikiem brał udział w ceremonii (prawdopodobnie) przeniesienia królewskiej siedziby z Toktahn do Lakamhy (Palenque). Tym samym został pierwszym władcą koronowanym w Lakamha i pierwszym, który nie nosił tytułu „króla Toktahn”.
W 514 roku brał udział w uroczystości z okazji zakończenia k’atuna 9.4.0.0.0. – jednostki czasu w kalendarzu Majów odpowiadającej 7200 dniom. Data ta była istotna dla kolejnych władców Palenque, gdyż w późniejszych inskrypcjach dynastycznych Ahkal Mo’ Nahb I wymieniany był jako pierwszy władca.
Zmarł 29 listopada 524 roku w wieku 59 lat. W tym czasie Palenque przeżywało przypuszczalnie jakieś problemy, gdyż kolejny władca objął tron pięć lat później w 529 roku.
Został pochowany prawdopodobnie pod tzw. Świątynią XVIII-A-sub. Z tekstów ze Świątyni Krzyża wiadomo, że był dziadkiem Ahkal Mo’ Nahba II panującego w latach 565–570.